# Wojciech Wróblewski (dyplomata)
Wojciech Franciszek Wróblewski (ur. 6 września 1957 w Mielcu) – polski socjolog, samorządowiec, dyplomata, instruktor harcerski (harcmistrz, Harcerz Rzeczypospolitej).

## Życiorys
Ukończył studia socjologiczne na Wydziale Filozoficzno-Historycznym Uniwersytetu Jagiellońskiego. W latach 1984–1990 pracownik naukowy w Zakładzie Socjologii Wychowania Instytutu Socjologii UJ. Naukowo zajmował się teorią ruchów społecznych, małych grup społecznych oraz badaniami nad organizacjami młodzieżowymi. Autor kilkunastu opublikowanych artykułów naukowych i raportów z badań. Publikował również teksty na temat problemów samorządowych, bezpieczeństwa wewnętrznego, bezpieczeństwa energetycznego i ruchu harcerskiego. Współautor z prof. Janem Widackim książki „Czego nie powiedział gen. Kiszczak?” (BGW 1992). Autor monografii „Szczepowe Dziedzictwo. Środowisko Szczepu Puszcza im. króla Kazimierza Wielkiego w Niepołomicach 1976–2011” (KPH 2013).
Od 1972 instruktor harcerski, pełnił różne funkcje w krakowskich strukturach Związku Harcerstwa Polskiego, był również członkiem Rady Naczelnej ZHP. Założyciel i wieloletni komendant (1976–1986) Szczepu „Puszcza” im. Kazimierza Wielkiego w Niepołomicach. Członek Kręgów Instruktorów Harcerskich im. Andrzeja Małkowskiego (KIHAM), będących harcerską opozycją w ramach ZHP. W latach 1983–1989 współorganizował konspiracyjne ogólnopolskie struktury tzw. Ruchu Harcerskiego. Był współzałożycielem i wiceprzewodniczącym Związku Harcerstwa Rzeczypospolitej (ZHR). W latach 1989–1990 był członkiem Krajowego Komitetu Odrodzenia Harcerstwa. Jest założycielem i aktywnym członkiem stowarzyszenia – Koło Przyjaciół Harcerstwa Stowarzyszenie byłych Wychowanków, Instruktorów i Sympatyków Szczepu „Puszcza”. Brał udział w obradach Okrągłego Stołu w podstoliku ds. młodzieży po stronie opozycji solidarnościowej, reprezentując niezależny ruch harcerski.
Był współzałożycielem i przewodniczącym Komitetu Obywatelskiego w Niepołomicach. Reprezentował Porozumienie Komitetów Obywatelskich Małopolski na forum krajowym. Uczestniczył w organizacji sondaży przedwyborczych an użytek Małopolskiego Komitetu Obywatelskiego „Solidarność”. Pełnił funkcję przewodniczącego Rady Miasta i Gminy Niepołomice w pierwszej kadencji odrodzonego samorządu (1990–1994). Był członkiem założycielem krakowskiego Towarzystwa Samorządowego. Był założycielem i przewodniczącym Niepołomickiego Stowarzyszenia Kulturalno-Oświatowego oraz Niepołomickiego Klubu Samorządowego.
Po zmianie ustroju był doradcą i rzecznikiem prasowym ministra spraw wewnętrznych (1990–1992), następnie zaś radcą ambasady RP w Wilnie oraz organizatorem i, od 1996, pierwszym dyrektorem Instytutu Polskiego w Wilnie (1996–1997). Nadzorował m.in. prace nad renowacją i upamiętnieniem miejsc pamięci narodowej na terenie Litwy, w tym remont kwatery wojennej na wileńskim Cmentarzu Na Rossie. Za tę działalność został odznaczony Złotym Medalem Opiekuna Miejsc Pamięci Narodowej.
Doradca komendanta głównego Policji (1997–1998). Doradca ministra spraw wewnętrznych i administracji (1998–2001). Kierował między innymi zespołami przygotowującymi Rządowy Program Poprawy Bezpieczeństwa oraz międzyresortowym zespołem analizującym możliwości budowy w Polsce cyfrowego systemu łączności trankingowej dla służb sektora publicznego. W latach 2001–2005 pełnił misję jako ambasador nadzwyczajny i pełnomocny RP w Estonii.
W latach 2005–2009 doradca ds. strategii w Polskim Koncernie Naftowym Orlen. Od roku 2009 w Grupie PZU. Przewodniczący Rady Fundacji Pomoc Polakom na Wschodzie. Członek Rady Muzeum Łazienki Królewskie.
1 marca 2016 został odwołany ze stanowiska członka Rady Fundacji PZU.

## Ordery i odznaczenia
- Krzyż Kawalerski Orderu Odrodzenia Polski (11 listopada 1990, zarządzeniem prezydenta RP na uchodźstwie Ryszarda Kaczorowskiego za niepodległościową działalność w harcestwie)[3]
- Order Wielkiego Księcia Giedymina V klasy (Litwa, 1997)
- Złoty Medal „Opiekun Miejsc Pamięci Narodowej” (1997, za remont kwatery wojennej na Cmentarzu Na Rossie)
- Order Gwiazdy Białej II klasy (Estonia, 2002)[4]
- Złota Odznaka Zasługi dla MSW Estonii (Estonia 2005)
- Order Krzyża Ziemi Maryjnej I klasy (Estonia, 2005)[5]
- Krzyż Zasługi dla Policji i Straży Granicznej Estonii (Estonia 2005)
- Medal Tysiąclecia Państwa Litewskiego (Litwa, 2008)
- Gwiazda Dyplomacji Litwy (litewskie odznaczenie resortowe, 2011)[6]